# Drymeia profrontalis
Drymeia profrontalis är en tvåvingeart som först beskrevs av Huckett 1966.  Drymeia profrontalis ingår i släktet Drymeia och familjen husflugor.
Artens utbredningsområde är Kalifornien. Inga underarter finns listade i Catalogue of Life.